# Patrick Moraz
 (avril 2015).
Si vous disposez d'ouvrages ou d'articles de référence ou si vous connaissez des sites web de qualité traitant du thème abordé ici, merci de compléter l'article en donnant les références utiles à sa vérifiabilité et en les liant à la section « Notes et références ».
Pour les articles homonymes, voir Moraz.
Patrick Moraz, né le 24 juin 1948 à Morges en Suisse, est un claviériste œuvrant principalement dans le rock progressif, mais qui a aussi joué du jazz et du jazz fusion, il a notamment collaboré avec les groupes Mainhorse, Refugee, Yes et The Moody Blues.  Il a écrit et interprété la musique du long-métrage Le Chemin perdu de sa sœur aînée Patricia Moraz. Ses influences musicales viennent autant du classique avec Stravinsky, Rachmaninoff et Stockhausen que du jazz, notamment Keith Jarrett, Christian Vander batteur du groupe français Magma, Jean-Luc Ponty et, bien sûr, du rock avec les Beatles, Frank Zappa et Jimi Hendrix. John Coltrane étant toutefois sa plus grande influence, ainsi que Thelonious Monk et McCoy Tyner. Il cite Sgt Pepper's des Beatles, Electric Ladyland de Hendrix, Innervisions de Stevie Wonder et Le Sacre du printemps de Stravinsky parmi ses albums favoris.

## Biographie

### Jeunesse et premiers groupes (1968-1973)
Patrick Philippe Moraz naît  le 24 juin 1948 à Morges. Il apprend d'abord le violon, puis jouera aussi du cor alpin qu'il affectionne tout particulièrement ainsi que la trompette, mais ce sera le piano et les claviers qui attireront son attention.
Étudiant en musique classique au Conservatoire de Lausanne, il préfère jouer du jazz dans des petits clubs de sa localité, avant de s'ouvrir au rock progressif au fil du temps. Après avoir œuvré comme pianiste au sein de nombreuses petites formations orientées vers le jazz, telles que The Patrick Moraz trio, The Patrick Moraz Quartet (c'est d'ailleurs avec le Quartet qu'il fait la première partie d'une tournée de John Coltrane en Europe alors qu'il n'est âgé que de 18 ans) et même The Patrick Moraz Quintet. Puis il forme son premier groupe important, Mainhorse Airliner en 1968 avec un ami de longue date, Jean Ristori à la basse, au violoncelle et au chant, Peter Lockett à la guitare, au violon et au chant ainsi que Bryson Graham à la batterie et aux percussions.
En parallèle, il compose plusieurs musiques de films, seul ou avec son groupe, notamment pour les films La Salamandre et Le Milieu du monde d'Alain Tanner et aussi L'invitation de Claude Goretta ainsi que Vive la mort de Francis Reusser sur un scénario de sa sœur Patricia ainsi que Le Chemin perdu réalisé par cette dernière. Le film L'invitation a d'ailleurs gagné « Le Grand Prix Du Jury » au Festival de Cannes en 1973.
Il enregistre un album avec son groupe Mainhorse, après avoir laissé de côté le Airliner, en 1971. Après la séparation du groupe faute de succès et des pauvres ventes de l'album, Jean Ristori continuera à œuvrer dans la musique et sera aussi professeur de guitare et il collaborera de temps à autre avec Moraz sur ses albums solo,
En 1973, Patrick Moraz travaille à nouveau avec le réalisateur Claude Goretta en produisant la trame sonore d'un autre film, Pas si méchant que ça, avec Gérard Depardieu et Marlène Jobert. Il continuera à écrire et produire d'autres musiques de films par la suite.

### Refugee (1974)
En 1974, il fait une rencontre qui sera déterminante pour lui qui n'était guère connu hors de sa Suisse natale, celle de Lee Jackson bassiste-chanteur des Nice - ancien groupe de Keith Emerson - qui cherche un claviériste pour son groupe Jackson Heights. Moraz décline cette proposition mais lui suggère plutôt de monter un autre groupe ensemble. Lee dissout alors Jackson Heights, contacte son ex-comparse du temps des Nice le batteur Brian Davison, et ils forment l'éphémère Refugee qui publie un album homonyme en 1974. On retrouvera par la suite le chanteur de Jackson Heights, John McBurnie sur trois albums solo de Patrick, The story of I, Out in the sun et Timecode avec aussi Bill Bruford et Gregg Jackman.  

### Yes (1975-1976)
À la suite du départ de son claviériste Rick Wakeman, le groupe Yes se cherche un remplaçant, ce sera donc Patrick qui prendra sa place. Pendant les auditions avec Yes, Patrick joue sur les claviers appartenant à Vangelis - ce dernier ayant également auditionné avec le groupe mais il refuse de voyager en avion durant la tournée subséquente - qui sont toujours dans le studio de répétitions. Une fois l'album Relayer complété, le groupe part pour une tournée mondiale. Après avoir pris une pause où ils sortent chacun un album solo et celui de Moraz s'intitule The Story of I, les membres du groupe reprennent la route l'année suivante sous la bannière The Solo Tour au cours de laquelle, en plus des chansons du groupe, ils jouent chacun un extrait de leur album solo respectifs. Malgré le succès de l'album et de la tournée, Patrick Moraz quitte Yes pour rejoindre les Moody Blues avec lesquels il restera jusqu'en 1991 tout en maintenant sa carrière solo en parallèle.

### Moody Blues et projets divers (1976-2018)
Il séjournera le temps de cinq albums studio avec les Moody Blues, soit de 1981 avec Long Distance Voyager à Keys of the Kingdom en 1991, sur ce dernier toutefois, Patrick ne joue que sur 3 chansons et ne sera cité que comme musicien supplémentaire. La situation entre le groupe et Patrick s'étant dégradé, il le quitte donc en 1991 et retourne à sa carrière solo. Entretemps, Patrick Moraz travaille avec un autre ex-Yes, Bill Bruford avec lequel il publie deux albums, Music for piano and drums en 1983 et Flags en 1985, sous l'appellation Moraz/Bruford. Bill joue aussi sur un autre album de Patrick, Timecode en 1984, à titre d'invité. Puis en 1983, Patrick joue sur une chanson, Partir avant les miens, de l'avant dernier album de Daniel Balavoine, Loin des yeux de l'Occident. 
À la demande de l'organisateur du concours Miss France, Xavier de Fontenay, fan de la première heure, il compose les musiques de l’élection de Miss France 2002 à Mulhouse diffusée en direct sur TF1. En soliste sur scène, il est accompagné par l'Orchestre Symphonique de Mulhouse sous la direction de Cyril Diederich, alors directeur de l'Opéra du Rhin à Strasbourg. 
En avril 2014, il prend part à la croisière « Cruise to the Edge » en tant qu'artiste solo. 
En 2015, Patrick publie l'album de son nouveau projet appelé MAP, soit Moraz-Alban-Project, avec le batteur Greg Alban, Lenny Castro aux percussions, John Avila et Patrick Perrier à la basse et le guitariste Matt Malley.
En 2018, Moraz publie un nouvel album intitulé Random Kingdom présenté sous l’appellation Moraz & Friends. Patrick y joue du piano, du synthétiseur, des percussions et chante. Le groupe est composé de trois membres de Panorama Syndicate (Gonzague Ruffieux - batterie, Patrick Perrier - basse ; Richard Pizzorno - synthétiseur) que Moraz avait invités lors de leur sortie en 2011, ainsi que de Philippe Aguet à la guitare, Johnny Visan au violon, et Valentine - voix de soprano.

### Invité par Yes (2018)
Patrick retrouve Yes en juillet 2018. Dans le cadre de la tournée Yes 50th Anniversary, il joue avec le groupe lors de deux concerts à Philadelphie les 20 et 21 juillet. À chaque spectacle, Moraz joue l'extrait Soon de la longue suite Gates of Delirium de l'album Relayer. Moraz participe également au Yes FanFest, avant le spectacle du 21 juillet, dans un spectacle de piano solo de 70 minutes avant de se produire sur scène avec Yes et de participer à une interview du groupe.

## Vie personnelle
Sa première épouse se nomme Marion et ils ont eu un fils, David.
Patrick vit en Floride avec sa deuxième femme Phyllis et passe quelque temps dans sa Suisse natale.
Il a une sœur, Patricia, née le 23 septembre 1939 et morte le 16 avril 2019 à Paris, qui était réalisatrice de films.

## Discographie

### Mainhorse

#### Singles
- 1971 : More Tea Vicar/Basia
- 1972 : La Salamandre/Juke Box - Single avec le groupe Mainhorse, musique pour le film La Salamandre d'Alain Tanner.

#### Albums
- 1971 : Mainhorse - Avec Peter Lockett à la guitare, violon et chant, Jean Ristori à la basse, violoncelle et chant, Patrick Moraz aux claviers et Bryson Graham à la batterie et percussions.
- 2007 : David Kubineck's Mainhorse Airline: The Geneva Tapes - Avec David Kubineck au chant, Auguste De Antoni à la guitare, Jean Ristori à la basse, Patrick Moraz aux claviers et Bryson Graham à la batterie et percussions.

### Refugee

#### Album studio
- 1974 : Refugee

#### Album en concert
- 2007 : Live in Concert - Newcastle City Hall - Enregistré le 16 juin 1974, contient 2 pièces du temps des Nice, The diamond hard blues apples of the Moon du premier album The thoughts of Emerlist Davjack et She belongs to me de Bob Dylan que l'on retrouve sur l'album Nice aussi connu sous le titre Everything As Nice As Mother Makes It. Renferme aussi 2 pièces inédites de Refugee, One left handed Peter Pan et Refugee Jam.

#### Compilation
- 2010 : Refugee & Refugee Live In Concert 1974 - Album double réunissant les 2 disques officiels précités de Refugee disponible sur Floating World Records FLOATM6082.

### Yes

#### Single
- 1975 : Soon/Sound Chaser

#### Album studio
- 1974 : Relayer

#### Albums en concert
- 1980 : Yesshows (sur Gates of Delirium et Ritual)
- 2005 : The Word Is Live (Compilation de différents concerts de Yes)
- 2019 : 50 Live (invité sur Soon)

#### Compilations
- 1981 : Yesyears (Boîtier de 4 CD)
- 1992 : Yesstory (Rééedition de Yesyears en 2 CD)
- 1993 : Highlights - The Very Best of Yes
- 1999 : The Best Of Yes 1970-1987
- 2002 : In a Word Yes - (Boîtier de 5 CD)
- 2003 : Yes Remixes
- 2004 : The Ultimate Yes—35th Anniversary Collection - (Boîtier de 3 CD)
- 2007 : The Definitive Rock Collection (2 CD)
- 2009 : Special Sampler
- 2011 : Wonderous Stories: The Best Of Yes
- 2013 : The Studio Albums 1969-1987 - (Coffret 12 CD + Pièces Bonus)
- 2013 : High Vibration - SACD Box - (Coffret 16 CD) - Distribué au Japon exclusivement.
- 2014 : The Greatest Hits - Distribué au Japon exclusivement.

#### DVD
- 1993 : Yes: Live – 1975 at Q.P.R. - Concert enregistré le 10 mai 1975 au stade Queens Park Rangers de Londres. - 2 DVD
- 2003 : Yesyears - Rétrospective relatant la carrière du groupe des débuts jusqu'à l'album Union. - 2 DVD

### Moody Blues

#### Albums studio
- 1981 : Long Distance Voyager
- 1983 : The Present
- 1986 : The Other side of life
- 1988 : Sur La Mer
- 1991 : Keys of the kingdom - Patrick joue sur 3 pièces seulement.

#### Compilations
- 1989 : The Story of The Moody Blues
- 1994 : Time Traveller (Boîtier 5 CD) Patrick joue sur 10 des 15 chansons du disque no 4.

#### DVD
- 1986 : Your Wildest Dreams : DVD de 4 pièces avec Moraz.
- 1988 : No more lies

### Moraz - Bruford

#### Albums studio
- 1983 : Music for piano and drums - Réédité en 2004 avec des pièces bonus
- 1985 : Flags - Idem

#### Flexi-disc
- 1985 : Karu - Distribué avec le Keyboard Magazine de Juillet 1985. Produit par Bill Bruford et Patrick Moraz.

#### Albums en concert
- 2009 : In Tokyo - Enregistré au Musée Laforêt, Akasaka, Tokyo le 4 juillet 1985.
- 2012 : Music for Piano and Drums: Live in Maryland - Enregistré à l'Université du Maryland College Park en 1983.

### Exo-X-Xeno

#### Albums studio
- 2025: Luminous Voyage

### Solo

#### Singles
- 1976 : Best Years Of Our Live/Cachaca/Dancing Now/Indoors - Maxi single de 4 pièces tirées de son album The Story Of I.
- 1977 : Tentacles/Kabala
- 1978 : Realization (Short Version)/Realization (Long Version)
- 1979 : La Planète Inconnue/Nostalgie - Single de deux pièces pour le film Le chemin perdu de sa sœur Patricia Moraz dont il a écrit et joué la bande sonore.
- 1981 : How Basic Can You Get ?/Spirit
- 1987 : Les Musiques De La Première : Face A L'Hymne De La Première/Grandeur Nature Face B Midi Première/Soir Première Les Musiques de la Radio Suisse Romande - Synthétiseurs pour une symphonie radiophonique.
- 2013 : Patrick Moraz - John Phil Patrik – Chicken Fuzz EP (Evasion 1973) - Face A : John Phil Patrick : Chicken Fuzz/Clappin' Egg Face B : Patrick Moraz : Porta Del Sol/Over Easy - Maxi single avec 4 pièces, John Phil Patrick sur la face A et Patrick Moraz sur la face B.

#### Albums studio
- 1976 : The Story Of I - Avec John McBurnie, Ray Gomez, Jeff Berlin, Alphonse Mouzon, Andy Newmark et des percussionnistes brésiliens.
- 1977 : Out In The Sun - Avec John McBurnie, Vivienne McAuliffe, Ray Gomez, Jean Ristori, Andy Newmark, etc.
- 1978 : Patrick Moraz - Avec Djalma Correa et les Percussionnistes de Rio De Janeiro ainsi que Jean Ristori.
- 1979 : Future Memories 1
- 1980 : Coexistence - Avec Simon « Syrinx » Stanciu.
- 1984 : Timecode - Bill Bruford est sur cet album à titre d'invité, avec aussi John McBurnie, Gregg Jackman.
- 1984 : Future Memories II
- 1987 : Human Interface
- 1994 : Windows Of Time
- 2000 : Resonance
- 2003 : ESP (Études-Sonates-Préludes)
- 2008 : Change of Space
- 2015 : Map : Moraz-Alban-Project
- 2018 : Random Kingdom de Moraz and friends
- 2019 : The Story of I - Réédition avec deux pièces bonus : Cachaça Variations et Cachaça Children's Voices.

#### Albums en concert
- 1979 : Future Memories Live On TV
- 1995 : PM In Princeton (CD et DVD)
- 2012 : Live at Abbey Road

#### Compilations
- 1989 : Libertate (originellement sorti sous le titre "Coexistence")
- 1985 : Future Memories I & II - Réédité en 2007.
- 2012 : PianissiMoraz (compilation des albums Windows of time/Resonance/ESP)
- 2019 : Patrick Moraz : Coffret de 19 CD comprenant tous ses albums solo studio et live ainsi que deux CD inédits.

## Participations
- 1975 : Steve Howe : Beginnings - Piano sur 4, grand piano sur 4-6, clavecin sur 5, mellotron sur 6
- 1975 : Chris Squire : Fish out of water
- 1977 : Artistes Variés : Charisma Festival - The Famous Charisma Label
- 1978 : Gilberto Gil : Ao vivo: Montreux International Jazz Festival
- 1978 : Artistes Variés : Refugees: An Anthology of the Famous Charisma Label 1969 - 1978
- 1979 : Steve Howe : The Steve Howe Album - Piano sur 3.
- 1982 : Kiki Dee : Perfect Timing
- 1983 : Daniel Balavoine : Loin des yeux de l'Occident - Claviers sur Partir avant les miens
- 1983 : Sons Of Heroes : Sons of Heroes
- 1987 : Kazumi Watanabe : Kilowatt
- 1987 : Artistes Variés : Angels in the Architecture
- 1987 : Artistes Variés : The Mellotron Album
- 1987 : Artistes Variés : Cinema Sampler - Sur deux pièces Light Elements et Beyond Binary
- 1988 : Bill Bruford : Master Strokes
- 1988 : Artistes Variés : Cinema Sampler
- 1988 : Artistes Variés : Angels in the Architecture
- 1989 : Bunny Brunel : Momentum - Synthétiseur sur Miami
- 1992 : Paul Howards : Paul Howards.
- 1993 : Artistes Variés : A Chance Operation: The John Cage Tribute
- 1993 : Artistes Variés : Rime of the Ancient Sampler (The Mellotron Album)
- 1993 : Artistes Variés : The Famous Charisma Box - The History of Charisma Records 1968-1985
- 1993 : Artistes Variés : Affirmative - The Yes Solo Family Album
- 1995 : Artistes Variés : Tales from Yesterday - Yes Tribute Album - Sur Soon
- 1996 : Artistes Variés : Steinway to Heaven - Sur Chopin's Military Polonaise
- 1997 : Artistes Variés : Progressive Rock
- 1998 : Artistes Variés : The Fox Lies Down: A Tribute to Genesis
- 1999 : Artistes Variés : Music for the 3rd Millenium Vol 1
- 2000 : Tony Palkovic : Esoteric
- 2000 : Steve Howe : Homebrew 2 - Clavecin sur 13
- 2002 : Artistes Variés : In Too Deep: A Tribute to Genesis
- 2006 : Artistes Variés : Our Own Special Way: A Tribute to Genesis
- 2009 : Henrik Schwarz, Âme & Dixon : The Grandfather Paradox
- 2011 : William Shatner : Seeking Major Tom - Sur une pièce
- 2012 : Nektar : A Spoonful Of Time
- 2014 : Artistes Variés : Light My Fire - A Classic Rock Salute to The Doors
- 2015 : Billy Sherwood : Citizen
- 2015 : Artistes Variés : The Many Faces of Genesis: A Journey Through the Inner World of Genesis
- 2015 : Steve Howe : Anthology: A Solo Career Retrospective (2 CD)- Sur Lost Symphony & Beginnings
- 2018 : Artistes Variés : A Life in Yes: The Chris Squire Tribute -  Sur On the Silent Wings of Freedom

## Musique de films
Cette section indique les films pour lesquels Patrick Moraz a composé et interprété la musique. 
- 1969 : Vive la mort - Film de Francis Reusser
- 1971 : Supergirl – Das Mädchen von den Sternen - Téléfilm  - Film de Rudolf Thome, sur un scénario de Max Zihlmann. Avec Iris Berben, Marquard Bohm et Eddie Constantine.
- 1971 : La Salamandre - Film d'Alain Tanner
- 1973 : Les Vilaines Manières - Film de Simon Edelstein
- 1973 : L'Invitation - Film de Claude Goretta
- 1974 : Le Milieu du monde - Film d'Alain Tanner
- 1975 : Pas si méchant que ça - Film de Claude Goretta
- 1977 : Les Indiens sont encore loin - Film de Patricia Moraz
- 1980 : Le Chemin perdu - Film de Patricia Moraz
- 1987 : Le Beau-père : - Film de Joseph Ruben, sur un scénario écrit par Joseph Ruben.  Avec Terry O'Quinn, Jill Schoelen, Shelley Hack.
- 1991 : Venins - Film de Max Reid, sur un scénario de Efrem Camerin et Jacques Sandoz. Avec Malcolm McDowell, Lois Chiles et Jason Cairns.
- 2009 : The stepfather chronicles : Film documentaire sur l'historique du film Le beau-père sorti en 1987 de Joseph Ruben. Avec Jay Benson, Brian Garfield et John Lindley. Patrick a écrit la musique avec Joe Manzie.

## Filmographie
Cette section concerne les apparitions de Patrick Moraz au cinéma et à la télé. 
- 1980 : Música Para Sempre : Film documentaire de Neville de Almeida, Didi Guper et Guará Rodrigues sur le premier Festival de Jazz de São Paulo et qui eut lieu au Anhembi Conventions Palace en septembre 1978. Cet événement a réuni des compositeurs, musiciens et chanteurs de partout à travers le monde. Avec Benny Carter, Philip Catherine, Chick Corea, Larry Coryell, Dizzy Gillespie, Patrick Moraz et Milton Nascimento, entre autres.
- 1989 : The ghost of Faffner Hall : Une série télé qui encourage les enfants à découvrir et à apprécier les différents styles musicaux par les cabrioles du facétieux fantôme qui hante le château Faffner Hall et ses prestigieux invités musicaux. Avec Derek William Dick dans le rôle de Fish le Magicien, Patrick Moraz, Thomas Dolby, Mark Knopfler, George Martin, Bobby McFerrin, Joni Mitchell, Youssou N'Dour et James Taylor entre autres. Une production de Jim Henson Company.
- 2008 : Mellodrama : Film documentaire de Dianna Dilworth sur le cheminement du Mellotron dans la musique moderne, avec Rod Argent, Ian McDonald, Richard Chamberlain, Patrick Moraz et Michael Penn. Ce documentaire explore l’histoire en dents de scie du Mellotron – le premier clavier avec la capacité de prélever les sons d’autres instruments – de sa naissance dans un garage californien des années '50 à sa dominance sur la scène musicale des années 1970 jusqu’au culte presque religieux qui lui est voué dans les années 2000. De ‘Strawberry Fields Forever’ des Beatles et ‘Nights in White Satin’ des Moody Blues en passant par l’album OK Computer de Radiohead et le tube ‘Gold Digger’ de Kanye West, Mellodrama est une épopée s’étalant sur 50 ans d’invention et de création musicale contenant des entrevues avec des membres des Beach Boys, The Moody Blues, The Zombies, King Crimson, Yes, Cheap Trick, Black Sabbath, Genesis, Opeth, Goblin, Maroon 5, Änglagård, Fabio Frizzi et plus! Un gros merci à blue-sunshine.com pour cette information sur le film Mellodrama.

## DVD
- 1979 : Future Memories Live On TV - D'abord disponible en Vidéo VHS, a été réédité en DVD.
- 2008 : Live in Princeton